# Dario Đumić
Dario Đumić (Sarajevo, RFS de Yugoslavia, actual Bosnia y Herzegovina; 30 de enero de 1992) es un futbolista bosnioherzegovino con nacionalidad danesa que juega como defensa central en el CD Eldense de la Segunda División de España.

## Trayectoria
Nacido en Sarajevo, debido al estallido de la Guerra de Bosnia y Herzegovina, la familia de Đumić se mudó a Dinamarca, donde comenzó a jugar fútbol en clubes locales, antes de unirse a la academia juvenil del equipo inglés del Norwich City en 2008. 
El 10 de noviembre de 2009, hizo su debut profesional con el primer equipo del Norwich City en un encuentro contra Swindon Town Football Club con apenas 17 años.
En enero de 2010, Đumić firmó por el Brøndby IF, en el que jugó durante 6 temporadas.
En febrero de 2016, firma por el NEC Nimega de la Eredivisie.
En julio de 2017, Đumić fue transferido al FC Utrecht de la Eredivisie, con el que hizo su debut el 16 de agosto de 2017, en un partido de los play-offs de la UEFA Europa League contra el FC Zenit.
En junio de 2018, Đumić fue cedido por una temporada al equipo alemán del Dinamo Dresde.
En julio de 2019, fue cedido al SV Darmstadt 98 hasta final de temporada.
En septiembre de 2020, Đumić firmó un contrato de dos años con el FC Twente.
En enero de 2022, Đumić firmó por el SV Sandhausen.
El 10 de agosto de 2023, firma por el CD Eldense de la Segunda División de España por dos temporadas.

## Selección nacional
Representó a Dinamarca, país al que emigró de niño, en varias categorías inferiores, pero decidió jugar con Bosnia y Herzegovina a nivel absoluto. Fue convocado en marzo de 2017 para un encuentro de la Clasificación de UEFA para la Copa Mundial de Fútbol de 2018 contra Gibraltar y otro amistoso contra Albania. Debutó disputado el segundo partido el 28 de marzo.

## Clubes
Actualizado al último partido disputado el 28 de mayo de 2023.
| Club                     | País          | Año           | Partidos | Goles |
| ------------------------ | ------------- | ------------- | -------- | ----- |
| Norwich City             | Inglaterra    | 2009-2010     | 1        | 0     |
| Brøndby IF               | Dinamarca     | 2010-2016     | 106      | 3     |
| NEC Nimega               | Países Bajos  | 2016-2017     | 55       | 5     |
| FC Utrecht               | Países Bajos  | 2017-2020     | 18       | 0     |
| Dinamo Dresde (cedido)   | Alemania      | 2018-2019     | 26       | 1     |
| SV Darmstadt 98 (cedido) | Alemania      | 2019-2020     | 35       | 4     |
| FC Twente                | Países Bajos  | 2020-2022     | 29       | 2     |
| SV Sandhausen            | Alemania      | 2022-2023     | 48       | 5     |
| CD Eldense               | España        | 2023-act.     | 0        | 0     |
| Total carrera            | Total carrera | Total carrera | 318      | 20    |